# Boşçalılar
Boşçalılar è un comune dell'Azerbaigian situato nel distretto di İmişli. Conta una popolazione di 1.583 abitanti.